# Lederia seidlitzi
Lederia seidlitzi es una especie de coleóptero de la familia Tetratomidae.

## Distribución geográfica
Habita en el oeste de Asia.